# Olle von Schewen
Bror Olle Lill von Schewen, född 22 januari 1908 i Oscars församling, Stockholm, död 20 oktober 1974 på Lidingö, var en svensk målare och tecknare.
Han var son till sjökaptenen Bror Carl Fredrik von Schewen och Kristina Åkerlund och från 1935 gift med Ida Elsa Maria Bergstrand. Efter studentexamen 1928 studerade Schewen för bland annat Isaac Grünewald i Stockholm och Stojan Aralica i Paris samt under studieresor till bland annat Nederländerna, England, Italien och Spanien. Tillsammans med Björn Hallström reste han på en längre kombinerad studie och målarresa till Sydfrankrike 1958. Före andra världskriget arbetade han i stor utsträckning som illustratör och reportagetecknare i morgontidningen men efter att söndagsbilagorna drogs in övergick han mer till sitt eget skapande. Separat ställde han ut på Louis Hahnes konstsalong i Stockholm och i Södertälje, Nyköping, Västerås och Gävle. Tillsammans med Haruo Sézaki ställde han ut på Lidingö och tillsammans med Gertrud Wieselgren och Sune Skote i Bodafors samt tillsammans med Ivan Roos i Norrköping. Han medverkade i en samlingsutställning med olika Lidingökonstnärer på Konstnärshuset i Stockholm 1930, Nationalmuseums Unga tecknare, Uplands konstförenings utställningar i Uppsala samt flera av Sveriges allmänna konstförenings utställningar på Konstakademien och Liljevalchs Stockholmssalonger. Han var sedan 1950 medlem i Onsdagsgruppen och medverkade i gruppens utställningar på Galleri Brinken i Stockholm samt Lidingösalongen arrangerad av Lidingö KRO-konstnärer. Han tilldelades Lidingö kommuns kulturpris 1965. Hans konst består av porträtt och landskapsmålningar. Som illustratör och tecknare var han verksam i vecko och dagspressen. Schewen är representerad vid Gustav VI Adolfs samling, Lidingö kommun och Stockholms stad. Han är begravd på Lidingö kyrkogård.